# Denis Lemeunier
Denis Lemeunier, né le 12 février 1965 à Tours, est un athlète handisport français.

## Biographie
Denis Lemeunier est le gendre du coureur cycliste François Hamon.
Il est victime d'un accident de moto en 1995, le rendant paraplégique.
Il est médaillé de bronze du relais 4 x 400 mètres en catégorie T53-54 aux Jeux paralympiques d'été de 2008. Il participe aussi aux Jeux paralympiques d'été de 2004 et aux Jeux paralympiques d'été de 2012.